# Mordoğan
Mordoğan es un barrio del municipio y distrito de Karaburun, provincia de Esmirna, Turquía. Su población es de 5,433 (2022). Su población es de 220 (2022). Antes de la reorganización de 2013, era una ciudad (belde). La ciudad está situada en la costa oriental de la península de Karaburun, dentro del golfo de Esmirna, a unos veinte kilómetros al sur del centro del distrito de Karaburun. 
Mordoğan iguala al centro del distrito en términos de desarrollo económico, especialmente en turismo, y tiene una serie de instalaciones de alojamiento y restaurantes, con la ventaja de estar ubicado antes del centro del distrito cuando se viene de Esmirna y de estar servido por una ruta terrestre moderna y fácil.